# Šemsa
Šemsa je žensko osebno ime.

## Izvor imena
Ime Šemsa je muslimansko ime. Zloženo je iz arabske besede šäms »sonce, sončna svetloba; zlato« in peztijskega besede bãnű »gospa, dama ; princesa« 

## Različice imena
- ženske oblike imena: Šemsada, Šemsi, Šemsibana, Šemsida, Šemsija, Šemsuda, Šemša
- moške oblike imena:Šemsedin, Šemsi, Šemso, Šemsudin

## Pogostost imena
Po podatkih Statističnega urada Republike Slovenije je bilo na dan 31. decembra 2007 v Sloveniji število ženskih oseb z imenom Šemsa: 102. Med vsemi ženskimi imeni pa je ime Šemsa po pogostosti uporabe uvrščeno na 586. mesto.